# Linha do tempo do antissemitismo
Essa linha do tempo do anti-semitismo narra os fatos de antissemitismo, ações hostis ou discriminação contra os judeus como um grupo religioso ou étnico. Inclui eventos na história do pensamento antissemita, ações tomadas para combater ou aliviar os efeitos do antissemitismo e eventos que afetaram a prevalência do antissemitismo em anos posteriores. A história do antissemitismo pode ser traçada desde os tempos antigos até os dias atuais.
Alguns autores preferem usar os termos antijudaísmo ou antissemitismo religioso para o sentimento religioso contra o judaísmo antes do surgimento do antissemitismo racial no século XIX. Para eventos especificamente relacionados à expulsão de judeus, por favor, veja os refugiados judeus.

## Antiguidade
740 AECO cativeiro assírio (ou o exílio assírio) é o período na história da antigo Israel e Judá, durante o qual vários milhares de israelitas da antiga Samaria foram reassentados como cativos pela Assíria. O Reino do Norte de Israel foi conquistado pelo Império Neoassírio.
586 AECDurante o reinado do rei Nabucodonosor II, o Império Neobabilônico destrói o templo em Jerusalém e captura o Reino de Judá e 10.000 famílias judias.
475 AECHaman tenta genocídio contra os judeus. (Purim).
175 AEC–165 AECO Primeiro e Segundo Livros Deuterocanônicos dos Macabeus registram que Antíoco IV Epifânio tenta erigir uma estátua de Zeus em Jerusalém. O festival de Hanukkah comemora a revolta dos Macabeus contra essa tentativa.
139 AECCneu Cornélio Cipião Hispanus expulsa todos os judeus da cidade de Roma.
124 AECA mulher com sete filhos foi uma mártir judia, descrita em II Macabeus 7 (II Macabeus foi escrito c. 124 AEC) e outras fontes. Embora sem nome em 2 Macabeus, ela é conhecida como Hannah, Miriam, e Solomonia. II Macabeus afirma que pouco antes da revolta de Judas Macabeu (II Macabeus VIII), Antíoco IV Epifânio prendeu uma mãe e seus sete filhos e tentou forçá-los a comer carne de porco. Quando eles se recusaram, ele torturou e matou os filhos um por um. O narrador menciona que a mãe "era a mais notável de todas, e merece ser lembrada com uma honra especial. Ela viu seus sete filhos morrerem no espaço de um único dia, mas ela suportou bravamente porque depositou sua confiança no Senhor." Cada um dos filhos faz um discurso enquanto morre, e o último diz que seus irmãos estão "mortos sob o pacto de Deus da vida eterna". O narrador termina dizendo que a mãe morreu, sem dizer se foi executada ou morreu de outra forma.
O Talmud conta uma história semelhante, mas com a recusa de adorar um ídolo substituindo a recusa em comer carne de porco. Tratado Gittin 57b cita o rabino Judá dizendo que "isto se refere à mulher e seus sete filhos" e o rei sem nome é referido como o "Imperador" e "César". A mulher comete suicídio nesta versão da história: ela "também subiu em um telhado e se jogou para baixo e foi morta".
Outras versões da história são encontradas em IV Macabeus (o que sugere que a mulher pode ter se jogado nas chamas, 17:1) e Josippon (diz que ela caiu morta nos cadáveres de seus filhos).